# جادسون
جادسون رودريغز داسيلفا و الذي يعرف بـ جادسون، هو لاعب كرة قدم برازيلي، من مواليد 5 أكتوبر 1983 في مدينة لوندرينا في البرازيل. لاعب سبق أن لعب لصالحنادي شاختار دونيتسك الأوكراني ونادي ساو باولو البرازيلي في مركز الوسط المهاجم.

## مسيرته الكروية
لعب جادسون خلال مسيرته الاحترافية مع 5 أندية في ثمانية عشر موسمًا وسجل خلالها 101 هدف ضمن 459 مباراة. حيث فاز في ثلاثة مواسم بالكأس وثمانية مواسم بالدوري.
خاض جادسون مسيرته مع نادي أتلتيكو باراناينسي في عامي 2003-2005 ولمدة موسمين، مشاركًا في 65 مباراة سجل خلالها 21 هدفًا. ثم انتقل إلى نادي شاختار دونيتسك في موسم 2004–05 ليلعب معه ثمانية مواسم، حيث شارك في 173 مباراة سجل خلالها 41 هدفًا. لينتقل بعدها إلى نادي ساو باولو في عامي 2012-2014 ولمدة موسمين، مشاركًا في 56 مباراة سجل خلالها 6 أهداف. ثم انتقل إلى نادي كورينثيانز في عامي 2014-2016في المرة الأولى ولمدة موسمين ثم في موسم 2017 واستمر معه طيلة ثلاثة مواسم، مشاركًا طوالها في 136 مباراة سجل خلالها 27 هدفًا. هذا وانتقل لاحقًا إلى Tianjin Tianhai F.C. ‏ ما بين عامي 2016 و2017 لمدة موسم واحد، مشاركًا في 29 مباراة سجل خلالها 6 أهداف.

## روابط خارجية
- جادسون على موقع الاتحاد الأوربي (الإنجليزية)
- جادسون على موقع اتحاد أوكرانيا (الإنجليزية)
- جادسون على موقع قاعدة بيانات كرة القدم.إي يو (الإنجليزية)
- جادسون على موقع ليكيب (الفرنسية)
- جادسون على موقع ناشيونال فوتبول تيمز (الإنجليزية)
- جادسون على موقع Soccerbase.com (لاعب) (الإنجليزية)
- جادسون على موقع Soccerway.com (الإنجليزية)
- جادسون على موقع عالم كرة القدم.نت (الإنجليزية)
- جادسون على موقع كووورة